# Halowe Mistrzostwa Europy w Lekkoatletyce 1984 – bieg na 200 m kobiet
Bieg na 200 metrów kobiet – jedna z konkurencji biegowych rozgrywanych podczas halowych lekkoatletycznych mistrzostw Europy w  hali Scandinavium w Göteborgu. Eliminacje i półfinały zostały rozegrane 3 marca, a bieg finałowy 4 marca 1984. Zwyciężyła reprezentantka Czechosłowacji Jarmila Kratochvílová. Tytułu zdobytego na poprzednich mistrzostwach nie broniła Marita Koch z Niemieckiej Republiki Demokratycznej.

## Rezultaty

### Eliminacje
Rozegrano 4 biegi eliminacyjne, do których przystąpiło 13 biegaczek. Awans do półfinałów dawało zajęcie pierwszego miejsca w swoim biegu (Q). Skład półfinałów uzupełniły cztery zawodniczki z najlepszym czasem wśród przegranych (q).
Opracowano na podstawie materiału źródłowego.
Bieg 1
| Miejsce | Zawodniczka    | Czas  | Uwagi |
| ------- | -------------- | ----- | ----- |
| 1       | Semra Aksu     | 24,52 | Q     |
| 2       | Anelija Nunewa | 24,69 |       |
| 3       | Pia Engström   | 25,19 |       |

Bieg 2
| Miejsce | Zawodniczka           | Czas  | Uwagi |
| ------- | --------------------- | ----- | ----- |
| 1       | Jarmila Kratochvílová | 23,63 | Q     |
| 2       | Olga Antonowa         | 23,66 | q     |
| 3       | Elissavet Pandazi     | 24,59 |       |

Bieg 3
| Miejsce | Zawodniczka            | Czas  | Uwagi |
| ------- | ---------------------- | ----- | ----- |
| 1       | Marie-Christine Cazier | 23,98 | Q     |
| 2       | Elżbieta Woźniak       | 24,13 | q     |
| 3       | Susanna Bergman        | 24,77 |       |
| 4       | Sibel Tercan           | 25,18 |       |

Bieg 4
| Miejsce | Zawodniczka       | Czas  | Uwagi |
| ------- | ----------------- | ----- | ----- |
| 1       | Ewa Kasprzyk      | 23,65 | Q     |
| 2       | Els Vader         | 24,05 | q     |
| 3       | Štěpánka Sokolová | 24,18 | q     |

### Półfinały
Rozegrano 2 biegi półfinałowe, w których wystartowało 8 biegaczek. Awans do finału dawało zajęcie jednego z dwóch pierwszych miejsc w swoim biegu (Q).
Opracowano na podstawie materiału źródłowego.
Bieg 1
| Miejsce | Zawodniczka            | Czas  | Uwagi |
| ------- | ---------------------- | ----- | ----- |
| 1       | Jarmila Kratochvílová  | 23,57 | Q     |
| 2       | Marie-Christine Cazier | 23,87 | Q     |
| 3       | Elżbieta Woźniak       | 23,89 |       |
| –       | Semra Aksu             | DQ    |       |

Bieg 2
| Miejsce | Zawodniczka       | Czas  | Uwagi |
| ------- | ----------------- | ----- | ----- |
| 1       | Olga Antonowa     | 23,82 | Q     |
| 2       | Els Vader         | 24,15 | Q     |
| 3       | Štěpánka Sokolová | DQ    |       |
| –       | Ewa Kasprzyk      | DNS   |       |

### Finał
Opracowano na podstawie materiału źródłowego.
| Miejsce | Zawodniczka            | Czas  |
| ------- | ---------------------- | ----- |
| 1       | Jarmila Kratochvílová  | 23,02 |
| 2       | Marie-Christine Cazier | 23,68 |
| 3       | Olga Antonowa          | 23,80 |
| –       | Els Vader              | DNS   |